# Giffard (entreprise)
Pour les articles homonymes, voir Giffard.
 (novembre 2023).
Giffard est une société française de fabrication de liqueurs située à Avrillé (Maine-et-Loire).

## Historique

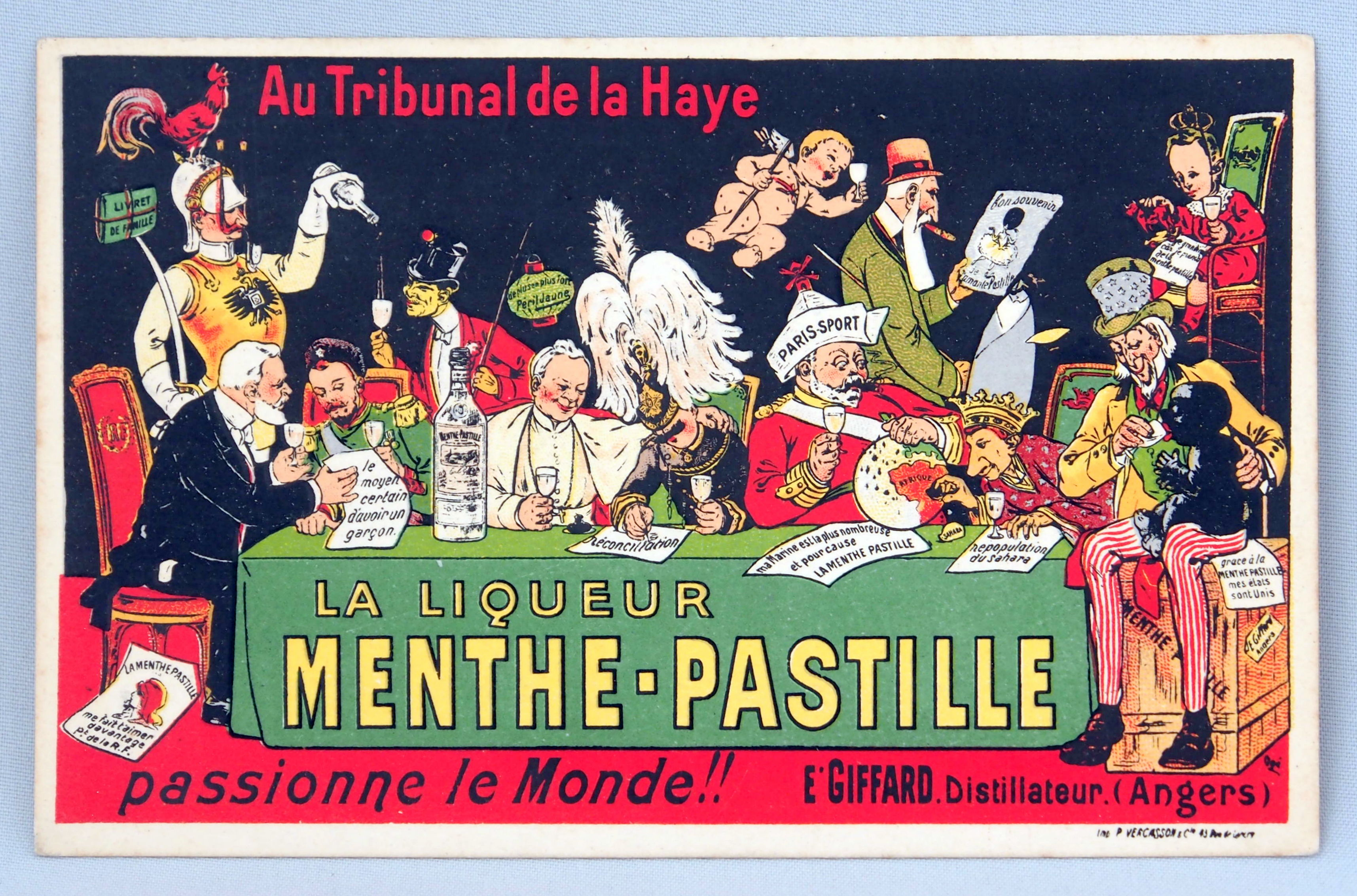
Publicité de 1904 pour la menthe-pastille réalisée par Eugène Ogé.

La distillerie Giffard est fondée en 1885 par Émile Giffard, pharmacien à Angers. Il effectue des recherches sur diverses boissons et met au point une liqueur à base de menthe aux vertus rafraîchissantes et digestives.
En 1885, devant le succès de  ses recherches, Émile Giffard transforme sa pharmacie en distillerie et nomme sa liqueur menthe-pastille.
Quatre générations plus tard, la société est restée 100 % familiale, elle emploie aujourd'hui[Quand ?] quatre-vingt sept personnes.
En 2014, une seconde usine est créée à Saint-Léger-des-Bois.

## Économie
L'entreprise exporte ses produits vers plus de dix pays sur les quatre continents.
Elle rachète, en avril 2010, l’entreprise familiale iséroise Bigallet, située à Val-de-Virieu. La société Bigallet fabrique depuis 1872 des sirops et spécialités alcoolisées, crèmes et liqueurs.

## Spécialités Giffard

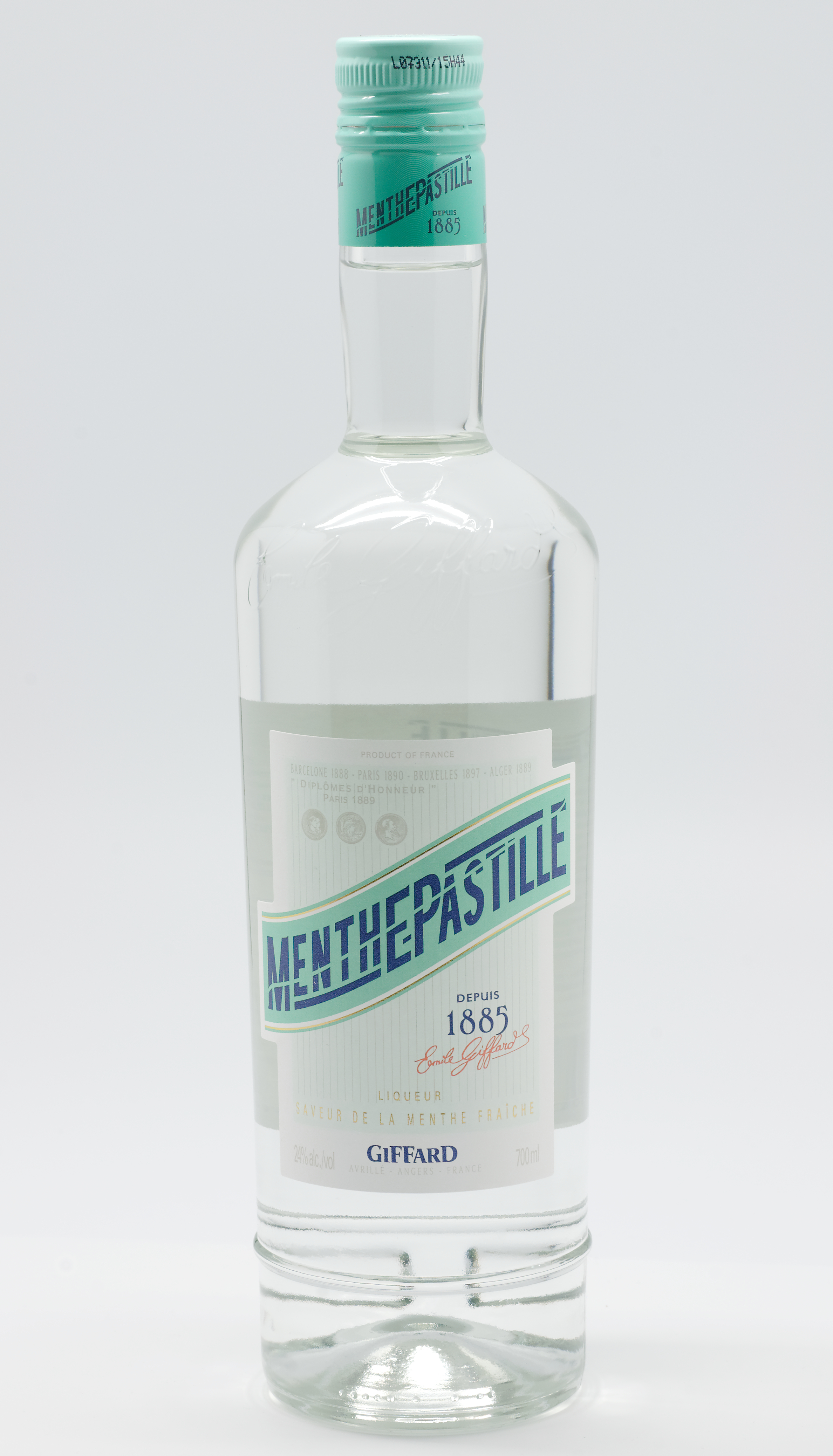
Bouteille de menthe-pastille.

- Menthe-pastille
- Cocogif
- Peppermint Giff
- Mangalore

## Gamme de produits
- Liqueurs (Classic, Modern, Premium)
- Crèmes de fruits
- Sirops

## Guignolets
Le guignolet est une liqueur à base de cerises aigres originaires d'Anjou. Il doit son nom à la guigne, l'une des espèces de cerises qu'il utilise dans sa préparation (la griotte et la cerise noire entrent aussi dans la recette de fabrication).

## Crèmes de fruits
Des crèmes de fruits alcoolisées sont produites par la maison Giffard avec des parfums différents : cassis, framboise, pêche, myrtille, mûres, fraises, cerises, pamplemousse, passion, violette et châtaigne, etc. destinés à l'apéritif, mais aussi en nappage sur les sorbets, les glaces ou les pâtisseries.

## Sirops
La gamme de sirops présente près de 60 parfums élaborés dans l'entreprise. Ils sont destinés pour être consommés allongés d'eau plate ou gazeuse, ou pour des cocktails.